# Цаголов, Георгий Николаевич
Георгий Николаевич Цаголов (11 сентября 1940 — 8 апреля 2019, Москва) — советский и российский экономист, публицист, доктор экономических наук, профессор Международного университета в Москве, академик РАЕН, Европейской академии безопасности и конфликтологии, ряда других академий, член Союза писателей России, лауреат литературных премий.

## Биография
В 1962 году окончил с отличием экономический факультет МГУ. В 1965 году защитил кандидатскую диссертацию «Новые группы финансовой олигархии США» под руководством профессора С. М. Меньшикова. Читал лекции по политической экономии в МГУ. Наряду с педагогической, научной и общественной деятельностью с середины 1960-х годов активно занимался публицистикой, печатался в центральных теоретических журналах и газетах. Выступал с докладами на международных конференциях в США, Канаде, Франции и Японии. Вернувшись из командировки в Африке (1972—1975 гг.), где являлся советником ректора Высшей административной школы в г. Браззавиле (Конго), преподавал в Институте общественных наук при ЦК КПСС, где стал профессором и защитил докторскую диссертацию. Одновременно работал старшим научным сотрудником в Институте США и Канады АН СССР, специализировался по теме военно-промышленного комплекса США. В 1980-е годы выпустил несколько книг, разоблачающих американский имперский милитаризм. Ряд из них были переведены на иностранные языки и изданы за рубежом. В 1987 году был приглашен в Прагу — заведовал отделом мира в теоретическом журнале коммунистических и рабочих партий «Проблемы мира и социализма».
С 1990-х годов успешно и активно занимался бизнесом. Основал торгово-логистическую компанию «Ай-Си-Эс», в которой работало несколько сот работников, и которая просуществовала около 20 лет. Активный представитель Московской осетинской общины.
В 2000-е годы полностью вернулся в науку и публицистику. С 2007 года — профессор Международного университета в Москве. Являлся критиком «беспримесной» нерегулируемой рыночной системы экономики, выступал за совмещение механизмов рыночной и плановой экономики. Поддерживал политику Владимира Путина, которого сравнивал со Столыпиным: «Подобно тому, как Столыпин был выдвинут на государственный пьедестал в тяжелые для России времена слабым царем Николаем II, так и Путин впервые на этот пост был назначен в смутный период слабеющим „царем Борисом“… Путин пошел против течения, изменив вектор развития России, оказавшейся на пороге катастрофы, хотя при этом он не предал вручившего ему президентский посох. Его действия… подчас были резкими, жесткими и рискованными. Но они получали понимание и одобрение нашего народа, увидевшего сильную и самостоятельную личность».
В научных трудах и выступлениях последних лет выдвинул концепцию нового интегрального общества, идущего, по его мнению, на смену капитализма и социализма в традиционном их понимании. Ратовал за необходимость ориентироваться на наиболее успешные страны Запада и Востока, в которых комбинируются наиболее позитивные стороны социализма и капитализма. Часто печатался в теоретических и общественно-политических журналах, членом редколлегии ряда из которых был, газетах «Российские вести», «Литературная», «Слово» и других изданиях. Выступал в СМИ, по радио и телевидению по актуальным вопросам отечественной и мировой экономики, внутренней и внешней политики России. Являлся почётным доктором Азербайджанского государственного экономического университета, постоянно выступал с докладами в Вольном экономическом обществе России, действительным членом Сената которого являлся, Институте экономики РАН, Институте Европы РАН, Финансовой академии при правительстве РФ и других представительных форумах в России и за рубежом. Автор 15 монографий, книг и сотен статей по экономическим и международным проблемам.

## Семья
Сын советского экономиста Николая Александровича Цаголова (1904—1985), племянник Георгия Александровича Цаголова (1897—1919) — одного из организаторов борьбы за установление советской власти на Кавказе.
Жена — актриса и руководитель Центра эстетики и красоты «Катюша» Земфира Цахилова.

## Публикации
- Миллиардеры из провинции: новые группы финансовой олигархии США. Мысль 1968
- Миллиарды на оружие. Военно-промышленный комплекс США. Мысль, 1981, 1986.
- (Под редакцией) Кровавый бизнес. Политиздат, 1985.
- Бизнес-долголетие: новый тип российских миллионеров (В соавторстве со С. М. Меньшиковым). Эксмо, 2007.
- Модель для России. Международные отношения, 2008, 2010.
- Кризис и модернизация. Издательство Экономика, 2010.
- Конвергенционный набат. Издательский дом Международного университета в Москве, 2011.
- Почему всё не так. Издательство Экономика, 2012.
- Принципы делового успеха. Учебное пособие (В соавторстве) Издательский дом Международного университета в Москве, 2013.
- Отец и политэкономия. Издательский дом Международного университета в Москве, 2014.
- Путь к счастливой жизни. Издательский дом Международного университета в Москве, 2015.
- (Под редакцией) Новое интегральное общество. Общетеоретические аспекты и мировая практика. ЛЕНАНД, 2016 .